# Jens Petersen (Historiker)
Jens Petersen (geboren 13. August 1934 in Rendsburg) ist ein deutscher Historiker. Der Spezialist für die Zeitgeschichte Italiens war langjähriger Mitarbeiter und stellvertretender Direktor des Deutschen Historischen Instituts (DHI) in Rom. Gemeinsam mit Wolfgang Schieder, mit dem er 1974 die Arbeitsgemeinschaft für die Neueste Geschichte Italiens ins Leben rief, gilt er als Begründer einer deutschen zeitgeschichtlichen italianistischen Schule. Am Deutschen Historischen Institut in Rom baute Petersen den neu eingerichteten Schwerpunkt der Zeitgeschichte mit vielfältigen Initiativen aus. Petersens 1973 erschienene, aus seiner Dissertationsschrift hervorgegangene Analyse der Entstehung der „Achse Berlin–Rom“ gilt nach wie vor als grundlegend. Darüber hinaus veröffentlichte er zahlreiche Aufsätze zu verschiedenen Aspekten der italienischen Geschichte des 19. und 20. Jahrhunderts, vor allem zur deutschen Sicht auf Italien während dieses Zeitraums und zum italienischen Faschismus.

## Leben
Petersen studierte Geschichte, Kunstgeschichte, Germanistik und Architektur an den Universitäten Kiel, Hannover, Basel und Rom. Nachdem er 1963 das erste und 1967 das zweite Staatsexamen absolviert hatte und in Hamburg in den Schuldienst eingetreten war, war er von 1967 bis 1971 Assistent am Historischen Seminar der Universität Kiel. Petersen wurde dort 1971 bei Karl Dietrich Erdmann promoviert, nachdem er mit seinem Vorhaben 1963 angefangen hatte.
Petersen begann seine Mitarbeit am Deutschen Historischen Institut in Rom 1971 als Referent für Zeitgeschichte in der Nachfolge Rudolf Lills. Er baute diesen neu eingerichteten Schwerpunkt laut Michael Matheus „mit vielfältigen Initiativen“ aus. So gründete Petersen den Pressespiegel Storia e Critica – „Die italienische Zeitgeschichte im Spiegel der Tages- und Wochenpresse“ –, den er von 1979 bis 1999 im vierteljährlichen Rhythmus herausgab und darin über „aktuelle Trends und Themen“ der italienischen zeithistorischen Forschung informierte. Laut Christof Dipper handelte es sich bei diesem „ganz mit der Person“ Petersens und seiner „scheinbar unbegrenzte[n] Arbeitskraft“ verbundenen Informationsdienst um eine zu ihrer Zeit „unverzichtbare Publikation“, um die vorwiegend in Zeitungsäußerungen ausgetragenen intellektuellen und zeithistorischen Meinungskämpfe der italienischen Eliten außerhalb Italiens verfolgen zu können.
Zusammen mit Wolfgang Schieder gründete Petersen 1974 die Arbeitsgemeinschaft für die Neueste Geschichte Italiens, die zeithistorische Forschungsinitiativen fördert, seit 1978 alle zwei Jahre Tagungen organisiert und die dreimal jährlich erscheinende Zeitschrift Bibliographische Informationen / Informazioni Bibliografiche verbreitet, die von Petersen 1974 initiiert und bis 1999 herausgegeben wurde. Die Arbeitsgemeinschaft unterhält auch die Schriftenreihe Italien in der Moderne. In seiner Institutsarbeit rückte Petersen neben der Erforschung des Faschismus auch die Nachkriegszeit in den Fokus.
1988 wurde er stellvertretender Direktor des DHI Rom und war als solcher Hauptansprechpartner für dort arbeitende Zeithistoriker, die das Institut über Petersen wahrnahmen, wie es Michael Matheus beschreibt. Laut Lutz Klinkhammer trug Petersens Engagement im Institut für die deutschsprachige Italienforschung „reiche Früchte“. 1995 wurde Petersen der Premio Montecchio di Studi Italo-Tedeschi verliehen. Vier Jahre später schied er aus dem Dienst. 2005 beteiligte sich Petersen noch an zwei Tagungen, auch im Folgejahr waren zwei Vorträge von ihm zur Kunst des italienischen Faschismus nach 1945 und zu den Diktaturerfahrungen Italiens im 20. Jahrhundert angekündigt, später hielten ihn gesundheitliche Gründe davon ab, sich am geschichtswissenschaftlichen Diskurs zu beteiligen.

## Werk
Petersen veröffentlichte vornehmlich unselbstständige Schriften zu vielfältigen Themen des 19. und 20. Jahrhunderts, vor allem zum italienischen Faschismus, dem „bleibenden Mittelpunkt seines Interesses“, und zur deutschen Sicht auf Italien.

### Die Dissertationsschrift über die Entstehung der „Achse Berlin-Rom“
Petersens 1973 veröffentlichte Dissertation gilt als „immer noch grundlegend“. Darin rekonstruierte Petersen vor Öffnung der italienischen Archive minutiös und quellengesättigt die Entstehung der „Achse Berlin – Rom“ zwischen Hitler und Mussolini. Für die 1975 erschienene italienischsprachige Ausgabe arbeitete Petersen zusätzliches italienisches Material ein. Petersen wies unter anderem nach, dass Mussolini den Begriff der Achse bereits Anfang der 1920er Jahre in außenpolitischen Zusammenhängen benutzt hatte. Außerdem konnte er nachweisen, dass das erste Treffen zwischen Hitler und Mussolini in Venedig im Juli 1934 „keineswegs [so unharmonisch verlief und] so ergebnislos war, wie man bisher annahm“. Im Unterschied zu Historikern wie Renzo De Felice hielt Petersen die Annäherung zwischen den beiden Regimen letztlich für „fast unvermeidlich“. Die Fachwelt besprach das Buch insgesamt positiv: So bezeichnete Andreas Hillgruber Petersens Buch als „eine Arbeit, die bei weitem den Rahmen auch sehr guter Dissertationen“ sprenge und sowohl durch die „souveräne Darstellung des Forschungsstandes“ als auch die „dichte quellenmäßige Absicherung“ besteche, kritisierte jedoch ähnlich wie Manfred Funke, Günther Wollenstein, Wolfgang Schieder und Stephen C. Azzi, der Autor habe sich bei seinem abschließenden Urteil über die Wesensverwandtschaft von Faschismus und Nationalsozialismus mehr von dem Trend der Faschismusforschung als der eigenen Analyse leiten lassen. „Spannend wie ein Kriminalroman“ lasse sich das Buch lesen, so Der Tagesspiegel, was unter anderem an der „lebendigen und präzisen Darstellung“ liege. Hans Woller bezeichnete Petersens Dissertation 2010 als „glänzende Studie“, Lutz Klinkhammer 2009 als „Meilenstein“, der „vielbeachtet“ blieb.

### Weiteres wissenschaftliches Wirken
Auch nach Abschluss seiner Dissertation blieb Petersen thematisch der Außenpolitik des faschistischen Italien verpflichtet: Bereits während deren Niederschrift und noch lange nach Fertigstellung veröffentlichte Petersen Aufsätze zu Spezialaspekten dieses Themenbereichs in Sammelbänden und in Fachzeitschriften wie Geschichte in Wissenschaft und Unterricht und Vierteljahrshefte für Zeitgeschichte. 1975 publizierte Petersen Aufsätze zur Wählerbasis des frühen italienischen Faschismus und zur Entstehung des Totalitarismusbegriffs in Italien. In letztgenannter Arbeit konnte Petersen zeigen, dass Mussolini den in der Selbstinszenierung des Regimes gebrauchten Begriff vom stato totalitario von antifaschistischen Kritikern übernommen hatte: Nach Petersen war es der Liberale Giovanni Amendola, der in einem Artikel in der Zeitung Il mondo vom 12. Mai 1923 erstmals den Begriff verwendete; diese These war lange Konsens der Forschung, während 2018 Uwe Backes und Günther Heydemann den katholischen Politiker Luigi Sturzo als Wortschöpfer ausmachten. In einem 1976 veröffentlichten Beitrag bestätigte Petersen die These Franz Borkenaus, der zufolge der Faschismus in Italien den Industrialisierungsprozess beschleunigt habe. Es folgten Arbeiten Petersens zur Gewalt im frühen italienischen Faschismus und Übersetzungen populärer historischer Interviews des Mussolini-Biographen Renzo De Felice sowie des Ex-Partisanen und kommunistischen Politikers Giorgio Amendola ins Deutsche: Zur Verbreitung der Thesen De Felices, die 1975 in der italienischen Öffentlichkeit eine polemische Debatte ausgelöst hatten und auch von angloamerikanischen Historikern rezipiert wurden, trug Petersen auch durch Veröffentlichung eines Aufsatzes bei. 1983 stellte Petersen auf einer gemeinsam vom Deutschen Historischen Institut in Rom und dem Institut für Zeitgeschichte organisierten Tagung in München, an der unter anderen Sergio Romano, Roberto Vivarelli, Adrian Lyttelton und Wolfgang Schieder teilnahmen, in einer einleitenden Synthese „Probleme und Forschungstendenzen“ auf diesem Gebiet dar. Dabei legte er unter anderem dar, wie die Forschung herausgearbeitet habe, dass die Machtübernahme des Regimes im Oktober 1922 während des Marschs auf Rom und die im Januar 1925 erfolgten Gesetze zur Konsolidierung der Diktatur durch „Fundamentalkompromisse“ zustande gekommen seien, an denen die Monarchie, das Heer und die Marine, die Großindustrie, die Bürokratie, die Justiz und die katholische Kirche als fiancheggiatori teilgehabt hätten; Petersen gebrauchte in diesem Kontext den eigentlich für demokratische Systeme gebrauchten Begriff der checks and balances, der ihm seitdem als Charakterisierung der Herrschaftsstruktur des faschistischen Regimes zugeschrieben wird.
Ab den 1980er-Jahren beschäftigte sich Petersen zudem mit der vorangegangenen Epoche des Risorgimento: Dazu entstanden vor allem Aufsätze zur deutschen Wahrnehmungsgeschichte, etwa zur deutschen Sicht auf die nationalstaatliche Einigung Italiens (1982) oder zu dem in Italien lebenden autodidaktischen Historiker Alfred von Reumont (1986). In einem weiteren Aufsatz analysierte Petersen die urbanistische und politische Entwicklung Roms als Hauptstadt des Nationalstaats nach der 1870/71 erfolgten Annexion. Daneben arbeitete Petersen mit bleibendem Interesse zum italienischen Faschismus: So verfasste er Aufsätze zu Jugend und Jugendprotest im faschistischen Italien (1986), zur Option in Südtirol 1938–1940 (1989), zur Organisation der deutschen Propaganda in Italien 1939–1943 (1990), zum italienischen Adel von 1861 bis 1946 und zum Afrika-Korps (1992).
Ab Ende der 1980er-Jahre publizierte Petersen auch zur von Bürgerkrieg geprägten Endphase des Faschismus in Italien 1943–1945, zur Nachkriegsgeschichte, zur nationalen Identität und aktuellen Situation Italiens. Petersen arbeitete dabei erneut zur deutsch-italienischen Verflechtungsgeschichte, indem er etwa in einem 1985 veröffentlichten Aufsatz die deutsche Reaktion auf den am 25. Juli 1943 erfolgten Sturz Mussolinis untersuchte. In zwei Aufsätzen zur italienischen Geschichte des Bienniums, zum Sommer 1943 (1988) und zum Ort der Resistenza in Geschichte und Gegenwart (1992), brachte er einem deutschen Leserkreis unter anderem die Thesen Ruggero Zangrandis und Claudio Pavones nahe. 1985 nahm er mit einem Beitrag zur deutschen Propaganda in Italien während der Jahre 1943–1945 an der bedeutenden Tagung der Fondazione Luigi Micheletti über die Italienische Sozialrepublik teil. 1993 veröffentlichte Petersen zwei italienischsprachige Aufsätze über die deutsche Militärverwaltung in Ligurien während der Jahre 1943–1945 sowie zum Mythos der Resistenza in der italienischen Kultur. Daneben entstanden Arbeiten zum Verhältnis des italienischen Historikers Delio Cantimori zu Deutschland (1993), zur Mafia (1994),, zu Bernardo Attolico als italienischem Botschafter in Berlin (1994), zum deutschsprachigen Italienbild nach 1945 (1995), zum italienischen Nationalbewusstsein nach 1945 (1991) und zur italienischen Sicht auf die deutsche Wiedervereinigung 1989/90 (1991). Wolfgang Schieder nannte Petersens 1989 erschienenen Überblick über die Geschichte der sogenannten ‚Ersten Republik‘ unter den drei damals existierenden deutschsprachigen Gesamtdarstellungen die einzige, die „wegen ihres systematischen Zugriffs und ihrer sozialgeschichtlichen Orientierung voll überzeugen kann.“ Den im selben Jahr publizierten Überblicksartikel Petersens über Die zeitgeschichtlich wichtigen Archive in Italien hielt Malte König 2018 für „immer noch lesenswert“. 1993 gab Petersen die italienischsprachigen Akten der im Mai des Vorjahres in Würzburg abgehaltenen Tagung zum Thema der deutsch-italienischen Migration im 20. Jahrhundert heraus, die er mit einer Einleitung versah und an denen er sich mit einem Aufsatz zur gegenseitigen Wahrnehmung mit ihren Stereotypen, Vorurteilen und Feindbildern beteiligte.
Parallel dazu beschäftigte sich Petersen weiterhin mit dem Risorgimento aus wahrnehmungsgeschichtlicher Perspektive: 1991 veranstaltete das Deutsche Historische Institut anlässlich des 100. Todestages des Deutschrömers Ferdinand Gregorovius eine Tagung zu seinem Wirken im italienischen Kontext: Petersen beteiligte sich mit einem Vortrag über das Bild des zeitgenössischen Italien in dessen Wanderjahren. In dem gemeinsam mit dem damaligen Institutsdirektor Arnold Esch herausgegebenen Tagungsband edierte er zudem einige Aufsätze Gregorovius’, die seinerzeit in der Allgemeinen Zeitung erschienen waren. Infolge der Auseinandersetzung mit Gregorovius organisierten Esch und Petersen im Frühsommer 1998 unter dem Rudolf Borchardt entlehnten Titel Deutsches Ottocento eine allgemeinere Tagung zur deutschen Wahrnehmung Italiens im 19. Jahrhundert. „Die These von Robert Michels, daß praktisch ganz Deutschland sich von der Wiege des jungitalienischen Gedankens ferngehalten habe“, sei, wie die Herausgeber in der Einleitung des Sammelbands konstatierten, „in dieser Eindringlichkeit unhaltbar“. Petersen beteiligte sich mit einem Aufsatz über Politik und Kultur Italiens im Spiegel der damaligen deutschen Presse, in dem er unter anderem das Desiderat äußerte, das politische Italienbild der Deutschen zwischen 1848 und 1870 zu erforschen.
Petersens 1995 veröffentlichtes Buch Quo vadis, Italia? charakterisierte Lutz Klinkhammer 2010 als „ebenso zeitnahe wie brillante Analyse“ der jüngsten italienischen Vergangenheit. Petersen schreibt darin insbesondere über das gegenseitige Verhältnis und die wechselseitige Perzeption von Deutschen und Italienern, über das Nationalbewusstsein der Italiener und über die Mafia; weitere Kapitel sind der sogenannten süditalienischen Frage, der Staatsverschuldung sowie den Ereignissen gewidmet, die zu Beginn der 1990er-Jahre zum Zusammenbruch des alten Parteiensystems und dem Ende der sogenannten Ersten Republik führten (siehe auch Tangentopoli und Mani pulite). Zudem behandelt Petersen den politischen Erfolg der Lega Nord Umberto Bossis, der Alleanza Nazionale Gianfranco Finis und der Forza Italia Silvio Berlusconis sowie das Verhältnis Italiens und Europas. Laut Zeit-Redakteur Hansjakob Stehle zeichne der Autor „ohne wissenschaftlichen Ballast“ ein unvoreingenommenes Bild der „scheinbar revolutionäre Krise“ des damaligen Italiens und zitiere dabei „eindrucksvolle italienische Selbstzeugnisse für das verbreitete Gefühl eines nationalen Identitätsverlustes“. Ähnlich positiv urteilte die Frankfurter Allgemeine Zeitung: Das Buch zeuge von „analytischer Schärfe“, sei „gründlich recherchiert“ und enthalte „glänzend niedergeschriebene strukturelle Kapitel“. Petersen schloss sein Buch mit der recht pessimistischen Einschätzung „eines anderen Deutschrömers, Ferdinand von Gregorovius, der 1860 schrieb, daß Italien nicht so bleiben könne, wie es sei, aber auch nicht so sein würde, wie es sein sollte.“
1997 veröffentlichte Petersen in der Institutszeitschrift Quellen und Forschungen aus italienischen Archiven und Bibliotheken zahlreiche Rezensionen, einen Aufsatz über die Situation der Massenmedien im Italien Silvio Berlusconis, in dem er auch die Medienkritik zahlreicher Philosophen rezipierte, sowie einen kurzen Artikel zum Thema Holocaust und Goldhagen-Debatte in Italien. 1998 stellte Petersen eine italienische Version von Rosario Romeos Aufsatz Das Risorgimento in der neueren historiographischen Diskussion zur Verfügung, der in der Rassegna Storica del Risorgimento publiziert wurde. Zudem publizierte Petersen in den Quellen und Forschungen aus italienischen Archiven und Bibliotheken eine Miszelle unter dem Titel Die italienische Kultur und der Weltkommunismus: Abschied von einer Illusion sowie zahlreiche Rezensionen. 1998 erschienen in der Zeitschrift Mittelweg 36 Überlegungen Petersens zu Sergio Romanos 1997 erstmals erschienener Lettera a un amico ebreo.
Die meisten der Arbeiten Petersens zur deutsch-italienischen Perzeptionsgeschichte erschienen 1999 in gebündelter Form in einer monographischen Sammlung. Eva-Maria Magel befand in der Frankfurter Allgemeinen Zeitung, dass Petersen bei diesen Detailstudien „ein Mosaik aus verschiedenen zeitgeschichtlichen Quellen“ zusammenzusetzen versucht und dabei neue Aspekte zutagegefördert, sich dabei aber „oft zwischen Marginalien und Verallgemeinerungen hin und her“ bewegt habe. Hinter Petersens erzählerischem Stil stehe zuweilen die Analyse zurück.
Petersen rezensierte regelmäßig Neuveröffentlichungen im Bereich der italienischen Geschichte des 19. und 20. Jahrhunderts für die Historische Zeitschrift. In den 1990er-Jahren und zu Beginn der 2000er verfasste er wiederholt Artikel zur Zeitgeschichte und zeitgenössischen Politik Italiens für das Feuilleton der Neuen Zürcher Zeitung und Frankfurter Allgemeinen Zeitung: So berichtete er etwa kritisch über den Zustand des italienischen Zeitungswesens und den Aufstieg Berlusconis. Zudem schrieb Petersen seit den 1990er-Jahren mehrere Artikel für den Zibaldone, etwa zum Verhältnis von Staat und Kirche in Italien oder zum Thema Deutschland–Italien: eine fruchtbare und spannungsreiche Nachbarschaft. Im Jahr 2000 erschien ein von Monica Scholz-Zappa mit Petersen geführtes Interview über Die kulturellen Beziehungen zwischen Deutschland und Italien 1933–1945 in der Zeitschrift Italienisch.
2001 beteiligte sich der inzwischen pensionierte Historiker mit einem Aufsatz über Italien auf der Suche nach seiner Identität an dem Arnold Esch zum 65. Geburtstag gewidmeten Liber Amicorum zum Thema Italia et Germania, 2002 nahm er an der Studienwoche des Istituto storico italo-germanico in Trient mit einem Beitrag über das Bild Deutschlands bzw. Italiens in der Selbstrezeption des jeweils anderen nach 1945 teil. 2005 veröffentlichte Petersen eine Analyse über Kriminalität und politische Gewalt im faschistischen Italien. In einem 2006 erschienenen Beitrag berichtete Petersen in italienischer Sprache ausführlich über die zeithistorischen Forschungen am Deutschen Historischen Institut.

### Urteile der Fachwelt
Frank-Rutger Hausmann, Christof Dipper und Schieder bezeichneten Petersen 1999 als einen der „besten Kenner“ des modernen Italiens. Laut der Frankfurter Allgemeinen Zeitung vom 11. Mai 1989 war Petersen „seit Jahren der aufmerksamste deutsche Beobachter der zeithistorischen und politischen Debatten und Forschungen in Italien.“ Petersen, so die Zeitung bei anderer Gelegenheit, schreibe „auch für den Laien, vielleicht sogar für den Reisenden“. Klinkhammer bezeichnete seinen Vorgänger als „große[n] Italienkenner“. Ernst Nolte attestierte Petersen 1985 „gewohnte Kennerschaft“ in Bezug auf den italienischen Faschismus. Der italienische Zeithistoriker Brunello Mantelli nannte Petersen und Wolfgang Schieder die „Begründer“ der „italianistischen Schule jenseits des Brenners“. Petra Terhoeven schrieb 2010 den wahrnehmbaren Aufschwung in der deutschen Italienforschung dem Einfluss der von Petersen mitgegründeten Arbeitsgemeinschaft zu und bezeichnete Petersen in seiner jahrzehntelangen Beschäftigung mit aktuellen Themen wie dem Mezzogiorno oder der Mafia als eine Ausnahme unter deutschen Historikern. Für die Literaturwissenschaftlerin Deborah Holmes war Petersen „akribischer Chronist“ des deutsch-italienischen Beziehungsverhältnisses der Jahre 1840 bis 1870. Laut Filippo Focardi kommt Petersens Arbeiten zur gegenseitigen Wahrnehmung und Selbstrezeption Deutschlands und Italiens nach dem Zweiten Weltkrieg „ein zentraler Stellenwert“ zu.

## Sammlung Petersen am DHI Rom
Die „Sammlung Petersen“ am DHI Rom umfasst 50 Archivschachteln mit thematisch geordneten Mappen. Diese enthalten unter anderem Arbeitsmaterial, teils unveröffentlichte Manuskripte, handschriftliche Notizen und Korrespondenzen. Ein von Dörte Dinger erstelltes und von Karsten Jedlitschka überarbeitetes Online-Inventar bietet einen Überblick über den Inhalt der Sammlung.

## Schriften (Auswahl)
Monographien
- Hitler, Mussolini: Die Entstehung der Achse Berlin – Rom 1933–1936 (= Bibliothek des Deutschen Historischen Instituts in Rom. Band 43). Niemeyer, Tübingen 1973, ISBN 3-484-80064-X (zugleich Dissertation, Universität Kiel, 1971. Italienische Ausgabe: Hitler e Mussolini. La difficile alleanza (= Storia e società). Laterza, Rom, Bari 1975).
- Quo vadis, Italia? Ein Staat in der Krise (= Beck’sche Reihe. Band 1108). C. H. Beck, München 1995, ISBN 3-406-39208-3 (italienische Ausgabe: Quo vadis Italia? Übersetzt von Gerhard Kuck. Laterza, Rom u. a. 1996, ISBN 88-420-4875-5).
- Italienbilder – Deutschlandbilder. Gesammelte Aufsätze (= Italien in der Moderne. Band 6). Hrsg. von seinen Freunden. SH, Köln 1999, ISBN 3-89498-073-7.[94]

Herausgeberschaften
- mit Arnold Esch: Geschichte und Geschichtswissenschaft in der Kultur Italiens und Deutschlands. Wissenschaftliches Kolloquium zum hundertjährigen Bestehen des Deutschen Historischen Instituts in Rom, 24.–25. Mai 1988 (= Bibliothek des Deutschen Historischen Instituts in Rom. Band 71). Niemeyer, Tübingen 1989, ISBN 3-484-82071-3.
- mit Arnold Esch: Ferdinand Gregorovius und Italien. Eine kritische Würdigung (= Bibliothek des Deutschen Historischen Instituts in Rom. Band 78). Niemeyer, Tübingen 1993, ISBN 3-484-82078-0.
- L’emigrazione tra Italia e Germania (= Società e cultura. Band 2). Lacaita, Manduria, Bari, Rom 1993, OCLC 36143480.
- mit Wolfgang Schieder: Faschismus und Gesellschaft in Italien. Staat – Wirtschaft – Kultur (= Italien in der Moderne. Band 2). SH, Köln 1998, ISBN 3-89498-021-4.
- mit Christof Dipper, Rainer Hudemann: Faschismus und Faschismen im Vergleich. Wolfgang Schieder zum 60. Geburtstag (= Italien in der Moderne. Band 3). SH, Vierow bei Greifswald 1998, ISBN 3-89498-045-1.
- mit Arnold Esch: Deutsches Ottocento. Die deutsche Wahrnehmung Italiens im Risorgimento (= Bibliothek des Deutschen Historischen Instituts in Rom. Band 94). Niemeyer, Tübingen 2000, ISBN 3-484-82094-2.

Übersetzungen
- Giorgio Amendola: Der Antifaschismus in Italien. Ein Interview von Piero Melograni. Mit einem Nachwort von Jens Petersen. Klett-Cotta, Stuttgart 1977.
- Renzo De Felice: Der Faschismus. Ein Interview von Michael A. Leeden. Mit einem Nachwort von Jens Petersen. Klett-Cotta, Stuttgart 1977.

Weitere Beiträge
- Italien als Republik (1946–1987). In: Michael Seidlmayer: Geschichte Italiens. Vom Zusammenbruch des Römischen Reiches bis zum Ersten Weltkrieg (= Kröners Taschenausgabe. Band 341). 2., erweiterte Auflage. Kröner, Stuttgart 1989, ISBN 3-520-34102-6, S. 499–550.[95]